# Gran sello del estado de Nuevo Hampshire
Nuevo Hampshire ha tenido dos sellos. Si bien ambos sellos se han mantenido, la mayoría de la gente sólo conoce el gran sello debido a su uso institucional.

## Gran Sello
En 1784, cuando la actual Constitución entró en vigor, el poder legislativo revisó el sello representando un buque sobre las poblaciones, con un sol naciente en el fondo, a fin de reflejar Portsmouth, convertido en un importante centro naval durante los años de guerra. Con los años, diversos artículos para su envío, también se muestra en el dique frontal en la junta. 
En 1919, el director de la Sociedad Histórica de Otis de Nueva Hampshire, G. Hammond, por orden del Gobernador y del Consejo Ejecutivo de New Hampshire, escribió una historia del sello del Estado y la bandera. Hammond describe porque la ley que rige sobre el diseño del sello no fue muy específico. En 1931, después de Gobernador John G. Winant comenzó su segundo mandato, nombró un comité para producir un sello que caresca de controversias. El Tribunal General aprobó las recomendaciones del Comité, después de promulgar una ley que autoriza la modificación el diseño oficial del sello del Estado.
Sello del Estado de 1931
En 1931, el Sello del Estado derecho colocó la fragata Raleigh como la pieza central del nuevo sello. El Raleigh fue construido en Portsmouth en 1776, como uno de los primeros 13 barcos de guerra patrocinados por el Congreso Continental de una nueva armada americana. La ley declaró el sello a ser de 2 pulgadas de diámetro que lleva la nueva inscripción, SELLO DEL • • • ESTADO DE • • Nuevo Hampshire, en sustitución de la frase latina Sigillum Republica Neo Hantoniensis. La ley también declara que sólo una roca de granito podría ser mostrado en primer plano.

## Sello suplente

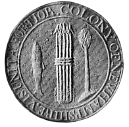
Sello Colonial.

El 1 de julio de 1774, el Primer Congreso Provincial se reunió por primera vez en Exeter, y posteriormente se descartan todos los sellos "reales", incluyendo el anterior "Jorge III" . 
En la preparación de la constitución estatal 1776, el Primer Congreso Provincial ha diseñado un sello de 1 ½ pulgadas de diámetro y que representa una recta de peces y pinos en ambos lados de un haz de cinco flechas. El pescado y el pino representa el principal comercio de la colonia y las cinco flechas representados cada uno de los cinco condados. El sello llevaba la inscripción: colonia de New Hampshire * VIS UNITA FORTIOR. 
El lema "con la UNITA fortior" ("Fuerza Unida es más fuerte") nunca fue proclamado oficialmente, pero fue utilizado durante la Revolución Americana hasta el 1784. Si bien el documento no oficial de la prescripción de la junta ha sido localizado, el primer disco del sello se encuentra en comisiones a los oficiales militares por el Congreso Provincial de fecha 1 de septiembre de 1775. El último uso conocido de la junta fue en un acto de la Asamblea General el 5 de julio de 1775.
Primer sello del estado, 1776
Se cree que el dado utilizado para colocar el sello fue diseñado durante el verano de 1776. El primer sello del Estado fue oficialmente prescritos en un acto pasado 12 de septiembre de 1776, dos días después de la resolución de la estadidad. El sello es usado por el Tribunal General, aunque no hay estatuto que rige su diseño o su uso. 
El tamaño de la junta lo aumentó a 1 ¾ pulgadas, y contaba un pino y un pescado en posición vertical, a cada lado de un haz de cinco flechas. El diseño refleja el estado del entonces dos grandes recursos económicos, y las flechas simboliza la fuerza de la unidad entre los cinco condados. El sello lleva la inscripción (del latín): SIGILL: REI - PUB: NEOHANTONI: * VIS UNITA FORTIOR *.